# 좀보구
좀보구(Zombo)는 우간다의 구로 행정 중심지는 좀보이며 면적은 897.6km2, 인구는 219,800명(2012년 기준)이다. 행정 구역상으로는 북부 주에 속한다. 북쪽으로는 아루아 구, 동쪽으로는 네비 구, 남쪽과 서쪽으로는 콩고 민주 공화국과 접한다.

## 같이 보기
- 우간다의 행정 구역